# Ралф Говеја
Ралф Весли Говеја (енгл. Ralph Wesley Goveia; Јоханезбург, 8. март 1996) замбијски је пливач чија специјалност су спринтерске трке делфин стилом. 

## Спортска каријера
Са такмичењима на међународној сцени започео је још као шеснаестогодишњак учетвујући на светском првенству у малим базенима 2012. у Истанбулу.
Учествовао је и на светским првенствима у Барселони 2013, Казању 2015, Будимпешти 2017. и Квангџуу 2019, те на Играма Комонвелта у Глазгову 2014. и Гоулд Коусту 2018. године. 
Говеја је био део замбијског олимпијског тима на ЛОИ 2016. у Рију где се такмичио у трци на 100 делфин коју је окончао на укупно 38. позицији у квалификацијама. 
Најбоље резултате у каријери остваривао је на Афричким првенствима, а на континенталном првенству одржаном у Алжиру 2018. освојио је и прву медаљу у каријери, бронзу у трци на 100 метара делфин стилом. 